# Герардус Меркатор
Герардус Меркатор (на латински: Gerardus Mercator, латинизирана форма на името: Герт Кремер) е фламандски картограф, известен с изработената от него карта на света в меркаторова проекция.

## Биография
Герардус Меркатор е роден на 5 март 1512 година в Рюпелмонде, Фландрия. Получава образованието си при известния хуманист Макропедий в 'с-Хертогенбос и в Льовенския католически университет. След завършването си Меркатор изучава ученията на Аристотел, но не след дълго го озадачава фактът, че възгледите на Аристотел не съвпадали с ученията на Библията. Той нямал желание да става философ и затова не продължава да учи в университет, но жаждата му за доказателства в подкрепа на библейския разказ за сътворението го съпътства през целия му живот.
През 1534 г. започва да изучава математика, астрономия и география под ръководството на математика Гема Фризий. От 1536 година работи като гравьор и помага на Гема Фризий и Гаспар Мирика в изработването на глобус. В началото на XVI век картографите използват готически шрифт, при който буквите биват дебели и не позволяват върху картата да се събере много информация в писмен вид. Меркатор обаче възприел нов курсивен стил на писане от Италия и това допринася изключително много за подобряването на глобусите и резултатът бил впечатляващ.
През 1537 г. Меркатор завършва първия си самостоятелен проект – карта на Светите земи, която създава, за да допринесе за „по-доброто разбиране на двата завета“. Съществуващите през XVI век карти на Светите земи били изключително неточни, като върху някои от тях имало по-малко от тридесет названия, много от които на неправилното място. Върху картата на Меркатор обаче биват отбелязани четиристотин географски места. Освен това върху нея бива изобразен маршрутът на израилтяните през пустинята, след като напускат Египет. Съвременниците на Меркатор остават възхитени от тази карта поради нейната точност. Вдъхновен от успеха си, през 1538 г. Меркатор издава карта на света. Преди това картографите не знаят почти нищо за Северна Америка и я наричат Непознатата далечна страна. През 1541 г. Меркатор създава глобус, по-подробен от съществуващите дотогава.
През 1544 година Меркатор е обвинен в ерес, поради симпатиите си към протестантството и прекарва в затвора седем месеца. През 1552 година се премества в Дуйсбург, където основава картографска работилница и през 1554 година завършва карта на Европа, съставена от шест панела. В Дуйсбург той също работи като геодезист и преподава математика. През 1564 година е назначен за придворен картограф на херцога на Юлих.
Меркатор става първият, използвал думата атлас, и насърчава Абрахам Ортелий в съставянето на първия съвременен атлас на света през 1570 година. През следващите години самият той издава атлас на света в няколко части. Разработва нова технология за изработване на небесни и земни глобуси, която позволява тяхното сравнително масово производство.
През 1590 г. получава мозъчен удар, вследствие на което загубва говора си и лявата му страна бива парализирана. Умира на 2 декември 1594 година в Дуйсбург на 82-годишна възраст.